# 九龍駅 (ソウル特別市)
九龍駅（クリョンえき）は、大韓民国ソウル特別市江南区開浦洞にある韓国鉄道公社（KORAIL）水仁・盆唐線の駅である。駅番号はK218。

## 歴史
当初計画では当駅の設置予定はなかったが、江南区の要望により追加で建設されることになり、2003年9月3日の水西 - 宣陵間開業から1年後に開業した。
- 2004年9月24日 - 鉄道庁（当時）の駅として開業。
- 2005年1月1日 - 鉄道庁が韓国鉄道公社に改組される。
- 2013年11月30日 - 盆唐線の急行の運行開始とともに急行停車駅になる。
- 2020年9月12日 - 水仁線の水原延伸により路線名が盆唐線から水仁・盆唐線に変更。

## 駅構造

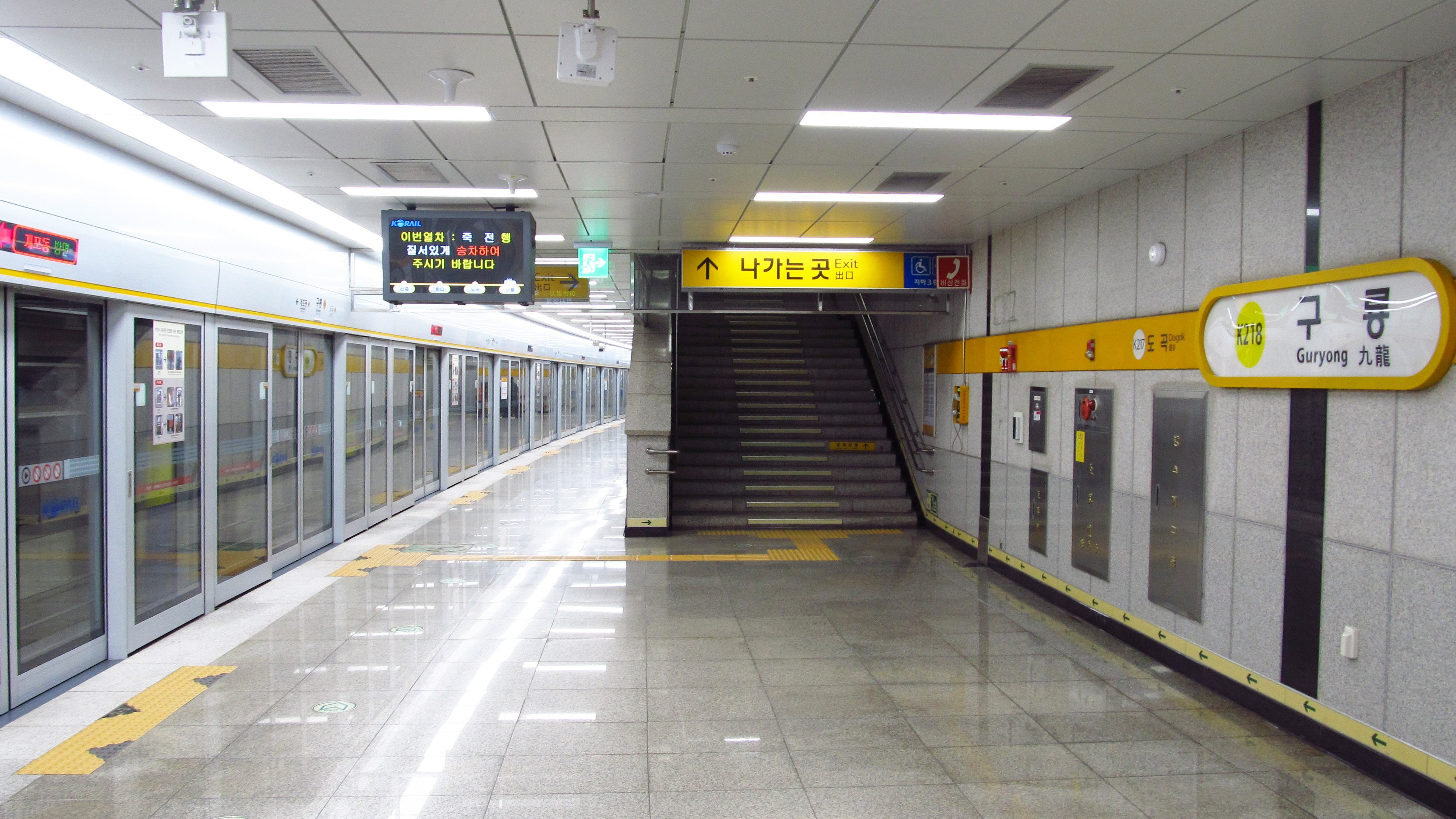
ホーム

相対式ホーム2面2線を有する地下駅。ホームは地下6階に位置する。エスカレーター、エレベーター、ホームドア設置駅。プラットホームが曲線を描いていて電車が停車したときには一部電車とホームの間に広く開いている所があるので、当駅に停車する前の車内アナウンスで注意を呼びかけている。
出口は5番まである。

### のりば
※案内上ののりば番号は設定されていない。
| 上り | 盆唐線 | 道谷・宣陵・往十里方面 |
| 下り | 盆唐線 | 牡丹・竹田・水原方面   |

## 利用状況
近年の一日平均利用人員推移は下記のとおり。なお、2004年は開業日の9月3日から12月31日までの120日間の平均である。
| 路線         | 路線     | 2000年 | 2001年 | 2002年 | 2003年 | 2004年 | 2005年 | 2006年 | 2007年 | 2008年 | 2009年 | 出典  |
| ------------ | -------- | ------ | ------ | ------ | ------ | ------ | ------ | ------ | ------ | ------ | ------ | ----- |
| 水仁・盆唐線 | 乗車人員 | 未開業 | 未開業 | 未開業 | 未開業 | 421    | 1,929  | 2,012  | 1,954  | 1,954  | 1,960  | [ 1 ] |
| 水仁・盆唐線 | 降車人員 | 未開業 | 未開業 | 未開業 | 未開業 | 406    | 1,744  | 1,759  | 1,720  | 1,873  | 1,968  | [ 1 ] |
| 路線         | 路線     | 2010年 | 2011年 | 2012年 | 2013年 | 2014年 | 2015年 | 2016年 | 2017年 | 2018年 | 2019年 | 出典  |
| 水仁・盆唐線 | 乗車人員 | 1,863  | 1,764  | 1,776  | 2,119  | 2,103  | 2,151  | 2,098  | 2,168  | 1,960  | 1,748  | [ 1 ] |
| 水仁・盆唐線 | 降車人員 | 1,825  | 1,750  | 1,762  | 2,107  | 2,126  | 2,141  | 2,027  | 2,080  | 1,887  | 1,694  | [ 1 ] |
| 路線         | 路線     | 2020年 | 2021年 | 2022年 |        |        |        |        |        |        |        |       |
| 水仁・盆唐線 | 乗車人員 | 1,258  | 1,588  | 1,979  |        |        |        |        |        |        |        |       |
| 水仁・盆唐線 | 降車人員 | 1,236  | 1,544  | 1,888  |        |        |        |        |        |        |        |       |

## 駅周辺
- ソウル開日初等学校（朝鮮語版）
- 九龍中学校（朝鮮語版）
- 首都電気工業高等学校（朝鮮語版）
- 韓国外国人学校
- タルト公園
- 開浦高等学校（朝鮮語版）
- 開浦1洞住民センター
- ソウル開元初等学校（朝鮮語版）
- 九龍山（朝鮮語版）
- 九龍村（朝鮮語版） - 韓国最大のタルドンネ（スラム街）で駅から南に徒歩15分の所にある。

## バス路線
| 支線バス | 4430番 |

## 隣の駅
韓国鉄道公社
 水仁・盆唐線
急行・緩行
道谷駅 (K217) - 九龍駅 (K218) - 開浦洞駅 (K219)